# Mark 67 Submarine Launched Mobile Mine

Mark 67 Submarine Launched Mobile Mine:
1. Głowica miny; 2. Bateria; 3. Sekcja kontroli; 4. Sekcja ogonowa;
5. Kontrolery; 6. Komputerowy system naprowadzania i kontroli;
7. Zmodyfikowany wspomagacz z obrotomierzem

Mark 67 Submarine Launched Mobile Mine (SLMM) – amerykańska mina morska przeznaczona do zapewnienia okrętom podwodnym możliwości stawiania min na wodach płytkich (do ok. 100 metrów). Mina ta dysponuje własnym napędem, który może być użyty do wpłynięcia na wody niedostępne dla macierzystego okrętu z przyczyn fizycznych bądź taktycznych - na odległość do 8,5 mili morskiej od niego. Budowa miny oparta pierwotnie była na konstrukcji torpedy Mk.37 Mod 2 oraz głowicy torpedy Mk.13. Wykorzystywała w tym zakresie pomocniczy kontroler w miejscu wcześniejszego sensora akustycznego oraz standardowy elektromechaniczny układ naprowadzania Mk.37 z kilkoma modyfikacjami. Usunięto z systemu także układ naprowadzania przewodowego torpedy. Ogon miny stanowi - z kilkoma modyfikacjami - standardowa sekcja ogonowa torpedy Mk.37.
Z powodu technicznej przestarzałości niektórych elementów miny, w latach dziewięćdziesiątych XX wieku jej system poddano modernizacji. Między innymi unowocześniono elementy głowicy Mk.13 i oryginalnego układu naprowadzania Mk.37, w tym przez wprowadzenie systemu naprowadzania sterowanego komputerowo. Taka modyfikacja miny obok jej bieżącego unowocześnienia, umożliwi także łatwe dokonywanie jej modernizacji w przyszłości.